# Distretto di Yaftali Sufla
Il distretto di Yaftali Sufla è un distretto dell'Afghanistan appartenente alla provincia di Badakhshan. Viene stimata una popolazione di 27 200 abitanti (stima 2016-17).